# Electrofor-Polka
"Electrofor-Polka", op. 297, är en polka av Johann Strauss den yngre. Den framfördes första gången den 14 februari 1865 i Dianabad-Saal i Wien.

## Historia
Under 1800-talet gjordes många uppfinningar och upptäcker inom elektriciteten. Föga förvånande återkom elektricitet som ett tema bland familjen Strauss många verk: Johann Strauss den äldres vals "Elektrische Funken" (op. 125); Johann Strauss den yngres "Electro-magnetische-Polka" (op. 110) och Eduard Strauss "Elektrisch" (1895). Till denna lista ska också fogas Johann Strauss den yngres "Electrofor-Polka", som han skrev och tillägnade teknikstudenterna vid Wiens universitet. Polkan framfördes vid studenternas karnevalsbal den 14 februari 1865 i Redouten-Saal i Hofburg. Omkring 1865 hade den nyligen utnämnde "Hovbalsmusikdirektören" Johann Strauss blivit en aning selektiv med sina åtagande och överlät mer än gärna åt sina yngre bröder Josef och Eduard att komponera valser och polkor till de olika balerna under karnevalen. Dock valde han att personligen framföra "Electrofor-Polkan", som var en av sammanlagt nitton nyheter som de tre bröderna skrev till 1865 års karneval, och nästan samtliga blev omedelbart en succé. Johann Strauss tog dessutom med sig polkan till Ryssland för sin årliga konsertturné i Pavlovsk samma sommar, och den publicerades av hans ryske förläggare i Sankt Petersburg med titeln "Electrique-Polka". Strauss ändrad sedan själv titeln till "Electrofor-Polka". 
Elektrofores är en metod att separera molekyler med olika laddning.

## Om polkan
Speltiden är cirka 2 minuter och 22 sekunder, plus minus några sekunder beroende på dirigentens musikaliska tolkning.